# Исаевич, Ярослав Дмитриевич
Ярослав Дмитриевич Исаевич (7 марта 1936, Верба, Волынское воеводство, Польская республика — 24 июня 2010, Львов, Львовская область, Украина) — советский и украинский историк, общественный деятель, академик НАН Украины, президент Международной ассоциации украинистов, директор Института украиноведения имени. И. Крипякевича НАН Украины. Входил в состав научного совета Украинского исторического журнала. Автор трудов по древней украинской истории и культуры. Кавалер ордена князя Ярослава Мудрого V степени, ордена «За заслуги» III степени, заслуженный деятель науки и техники Украины (1996), почётный гражданин Стрыя. Лауреат премии фонда Антоновичей (2002).

## Биография
Родился 7 марта 1936 г. в селе Верба, возле города Дубно на Ровенщине, в учительской семье. Его отец, Исаевич Дмитрий Григорьевич, учитель украинского и английского языков, был в молодые годы активным участником Освободительной борьбы 1917—1921 годы, членом Украинской Центральной Рады, одним из сподвижников Михаила Грушевского, дипломатом УНР. Семья матери Наталии (урождённой Чабан) тоже принадлежала к числу националистических деятелей, а её брат Михаил был сечевым стрельцом.
Детские годы Я. Исаевич провёл на родине матери, в городе Стрые. В 1952 г. он поступил на исторический факультет Львовского государственного университета имени Ивана Франко, который закончил в 1957 г. Дипломная работа Я. Исаевича была по истории Дрогобыча, научный руководитель — Я. Кись. В январе 1961 года защитил кандидатскую диссертацию по той же теме.

## Научная работа
Преподавал в Львовском университете, Ивано-Франковском педагогическом институте, университете Киево-Могилянской академии, выступал с лекциями в университетах Польши, США, Канады, Германии, Австралии, Японии и других стран. Однако основным местом работы был Институт украиноведения имени Ивана Крипякевича (до 1993 г. — Институт общественных наук) НАН Украины, в котором Ярослав Дмитриевич с 1989 года работал на должности директора.
Как учёный-историк Я. Исаевич занимался преимущественно историей Галицко-Волынского государства, наследием Юрия Дрогобыча, историей украинских братств XVI—XVIII ст. и украинского книгоиздания. К важнейших трудов Я. Исаевича принадлежат «Братства и их роль в развитии украинской культуры XVI—XVIII вв.» (1966), «Источники по истории украинской культуры эпохи феодализма XVI—XVIII вв.» (1972), «Юрий Дрогобыч» (1972), «Первопечатник Иван Федоров и возникновение книгопечатания на Украине» (1975, перевид. 1983), «Преемники первопечатника» (1981), «Литературное наследие Ивана Федорова» (1989), «Украина древняя и новая. Народ, религия, культура» (1996), «Украинское книгоиздание: истоки, развитие, проблемы» (2002). Отдельно следует отметить ещё одно фундаментальное издание — сводный каталог украинских старопечатных изданий «Памятники книжного искусства» (два тома в трёх книгах, 1981—1984), которое Ярослав Дмитриевич подготовил совместно с доктором искусствоведения Акимом Запаском. Я. Исаевич — ответственный редактор и один из основных авторов второго тома фундаментального академического труда «История украинской культуры» (2001).
Ввёл в научный оборот много неизвестных ранее произведений украинских писателей и учёных XVII—XVIII ст., а также некоторые другие ценные памятники, например, такие, как записки немецкого путешественника Мартина Груневега с описаниями Львова и Киева.
В 1989 г. Я. Исаевич принимал участие в учредительной конференции Международной ассоциации украинистов (МАУ) в Италии. На Втором международном конгрессе украинистов (Львов, август 1993 г.) его избрали президентом МАУ, которую он возглавлял до 1999 г. Я. Исаевич принимал активное участие в подготовке всех (до сих пор состоялось шесть) конгрессов МАУ. В 1993 г. Я. Исаевич был избран почётным доктором Гродненского университета им. Янки Купалы, а в 1994 г. — иностранным членом Польской академии наук.
От 1990 году он — член-корреспондент, от 1992 году — академик Национальной академии наук Украины. В 1993-1998 годах Я. Исаевич руководил Отделением истории, философии и права НАН Украины.

## Общественная работа
Я. Д. Исаевич был инициатором и руководителем многих важных коллективных научных проектов. Особого признания заслуживает сборник научных трудов «Волынь и Холмщина 1938—1947 гг.: польско-украинское противостояние и его эхо» (2003). Он также способствовал возрождению Научного общества им. Шевченко на Украине; принимал участие в совещаниях Инициативной группы по возрождению НОШ, Учредительном собрании НТШ во Львове в октябре 1989 г., а в марте 1992 г. избран в состав первого корпуса 32 действительных членов НОШ. В 1989 г. и в течение нескольких следующих лет Я. Исаевича учёные избирали заместителем председателя НТШ.